# Det frie Gymnasium
Det frie Gymnasium ist ein privates Gymnasium in Kopenhagen.
Die Schule wurde ursprünglich 1970 im Sinne einer experimentellen und alternativen Unterrichtsform gegründet. Wert wird neben einer ästhetischen Ausbildung, die sich in unterschiedlichen Theater- und Musikaktivitäten äußert, auf eine demokratische Bildung gelegt. Die höchste Autorität der Schule ist laut Eigendarstellung die wöchentliche Schulversammlung, an der verpflichtend alle Mitarbeiter und Schüler teilnehmen müssen, um sich für ihre Belange einzusetzen. Die Schule ist eine demokratische Schule und Mitglied in der European Democratic Education Community (EUDEC).
Das Gymnasium wurde ursprünglich in der Krogshøjvej-Villa in Bagsværd gegründet und zog schließlich nach Birkerød. Ende der 1980er Jahre zog die Schule in den Kopenhagener Stadtteil Vesterbrogade und seit 1992 hat sie ihre eigentliche Adresse im Stadtteil Nørrebro in der Møllegade 26.
Obwohl die Schule privat und unabhängig ist, ist die Finanzierung durch 85 % Staatsgelder und 15 % Privateinnahmen gedeckt.

## Berühmte Absolventen
- Tor Nørretranders (* 1955), Wissenschaftsjournalist und Sachbuchautor
- Klaus Bondam (* 1963), Schauspieler und Politiker
- Helene Egelund (* 1965), Schauspielerin
- Iben Hjejle (* 1971), Schauspielerin
- Thure Lindhardt (* 1974), Schauspieler
- Natasja (1974–2007), Musikerin
- Agnes Obel (* 1980), Popsängerin
- Rina Ronja Kari (* 1985), Politikerin